# 杜費克海岸
84°30′S 179°0′W / 84.500°S 179.000°W
杜費克海岸（英語：Dufek Coast）是南極洲的海岸，位於利夫冰川東岸，處於比爾德摩爾冰川東面的埃爾德羅普峰和利夫冰川東部的莫里斯峰之間，以美國海軍少將命名。